# Marcos Portugal
Marcos António da Fonseca Portugal, też Portogallo (ur. 24 marca 1762 w Lizbonie, zm. 7 lutego 1830 w Rio de Janeiro)  – portugalski kompozytor i dyrygent.

## Życiorys
Został ochrzczony jako Marcos, syn Manuela Antónia da Ascenção i Joaquiny Teresy Rosy, w dzieciństwie i młodości nazywany Marcos António. Odrzucił nazwisko ojca, przybierając nazwisko protektora rodziny – José Correia da Fonseca Portugal . 
6 sierpnia 1771 został przyjęty do Seminário da Patriarcal w Lizbonie, gdzie studiował kompozycję u João de Sousy Carvalho; uczył się tam także śpiewu i gry organowej. W latach 1783–1785 pracował jako śpiewak i organista kościelny. W tym czasie rozpoczął działalność kompozytorską . W latach 1785–1792 był dyrygentem Teatro do Salitre w Lizbonie  . W 1792, jako stypendysta dworu królowej Marii I, wyjechał do Neapolu, gdzie komponował i wystawiał opery i operetki, cieszące się dużym powodzeniem. Jego opera La confusione della somiglianza była wystawiana w także Dreźnie, Mediolanie, Wiedniu i Berlinie . 
Po powrocie od Lizbony w 1800 został kierownikiem  i pierwszym kapelmistrzem kapeli królewskiej oraz dyrektorem Teatro Nacional de São Carlos, którą to funkcję sprawował przez 10 lat. Gdy w listopadzie 1807 wojska Napoleona weszły do Lizbony Portugal nie wyjechał razem z rodziną królewską do Brazylii, tylko pozostał w kraju i nadal prowadził Teatr. W tym czasie finał jego kantaty La speranza został zaadaptowany na portugalski hymn narodowy i pełnił tę funkcję do 1834. W styczniu 1811 Portugal wraz ze swoim bratem Simão (kompozytorem muzyki kościelnej) wyjechał do Rio de Janeiro i dołączył do królewskiego dworu. Tam ponownie objął stanowisko kierownika i pierwszego kapelmistrza kapeli dworskiej, znacznie podnosząc poziom wykonawczy zespołu muzycznego i operowego  . W 1813 został dyrektorem nowo otwartego Teatro São João, w którym wystawiał również swoje opery i utwory sceniczne .
Po śmierci królowej Marii I skomponował w 1817 hymn aklamacyjny dla króla Jana VI . Jego 
utwór Hino da independência skomponowany dla uczczenia uzyskania przez Brazylię niepodległości, został po raz pierwszy wykonany 12 października 1822 .
Podczas pobytu w Brazylii Portugal ciężko się rozchorował i nie wrócił już do ojczyzny. Zmarł w Rio de Janeiro w 1830 .

## Twórczość
Portugal komponował przede wszystkim utwory sceniczne różnego rodzaju: opery (seria i buffa), operetki, farsy, burleski, intermezza do tekstów głównie portugalskich i włoskich, utrzymanych w powszechnie wówczas panującym stylu szkoły neapolitańskiej trzeciej generacji . Styl włoski cechuje również jego pieśni, utwory wokalno-instrumentalne i kompozycje o charakterze religijnym  .